# Ari Emanuel
Ariel Zev "Ari" Emanuel, född 29 mars 1961, är en amerikansk agent och företagsledare. Han är delad VD för den globala agenturen William Morris Endeavor sedan 2009. Emanuel beskrivs ofta i media som superagent och anses vara en av de mest inflytelserika personerna i Hollywood. Han företräder/företrätt kända personer som bland annat Sacha Baron Cohen, Matt Damon, Larry David, Vin Diesel, Jennifer Garner, Dwayne Johnson, Jude Law, Michael Moore, Martin Scorsese, Charlize Theron, Mark Wahlberg, Oprah Winfrey och Reese Witherspoon.
Han började sin karriär med att arbeta för agenturer som Creative Artists Agency (CAA), Intertalent och ICM Partners. 1995 var han med och delgrunda agenturen Endeavor Agency (senare Endeavor Talent Agency), som fusionerades med William Morris Agency 2009 och blev William Morris Endeavor.
Emanuel avlade en kandidatexamen vid Macalester College. Han är också yngre bror till den demokratiska politikern Rahm Emanuel, som har bland annat varit Vita husets stabschef och borgmästare för deras hemstad Chicago i Illinois, och bioetiken Zeke Emanuel, vice rektor hos University of Pennsylvania. Emanuel är född med både ADHD och dyslexi. Han var också förebilden till Jeremy Pivens karaktär Ari Gold i den prisbelönta TV-serien Entourage.